# Philip Kolb
Philip Kolb (nacido el 29 de agosto de 1907 en Chicago, Estados Unidos y fallecido el 7 de noviembre de 1992 en Urbana, Estados Unidos) es un universitario estadounidense especialista de la correspondencia de Marcel Proust. Publicó su correspondencia general en 21 volúmenes con Plon de 1971 a 1993.

## Biografía
Philip Kolb solo tiene 28 años cuando va a París para una estancia de un año con el fin de reunir elementos para un proyecto de tesis doctoral. El estudiante de literatura estadounidense había descubierto a Proust en los años 1930, al redactar para la universidad una reseña de A la sombra de las muchachas en flor y, poco después, con ocasión de un seminario de literatura francesa impartido por Robert Vigneron en la Universidad de Chicago, se entusiasmó por su trabajo sobre la correspondencia de Stendhal y tuvo la idea de hacer un trabajo análogo con la correspondencia de Proust.
En aquella época, Proust había muerto hacía poco (en 1922) y los tres últimos tomos de su monumental obra, La prisionera, La fugitiva y El tiempo recobrado, publicados de manera póstuma, se habían editado recientemente, respectivamente en 1923, 1925 y 1927. Todavía no gozaba del reconocimiento y la admiración, ni su obra era canonizada (aún no se había publicado en la colección de la «Bibliothèque de la Pléiade»). En cuanto a su correspondencia, el doctor Robert Proust había publicado con Paul Brach cinco volúmenes de la correspondencia de su hermano antes de su muerte, en 1935, y otro tomo estaba en preparación bajo la dirección de Suzy Mante-Proust – hija de Robert – y Paul Brach. Además, se habían publicado algunos epistolarios dispersos, generalmente por iniciativa de algunos de sus amigos, como Robert Dreyfus, Lucien Daudet o Robert de Billy. Sin embargo, ninguna de estas publicaciones eran ediciones científicas: se contentaban con reunir algunas cartas de Proust, con un rigor a menudo discutible (orden cronológico dudoso, pasajes modificados) y sin ningún aparato crítico. 
Philip Kolb empezó entonces en 1935 su tesis doctoral con la ambición de establecer una edición científica, clasificada cronológicamente, de la correspondencia de Proust, basándose en la versión publicada por su hermano. Defendió su tesis en la Universidad de Harvard en 1938, tesis que se publicó en 1949 con el título La Correspondance de Marcel Proust, chronologie et commentaire critique ; pero su trabajo no había hecho más que empezar : en efecto, Philip Kolb decidió proseguirlo poniéndose en contacto con los amigos y conocidos de Proust, y emprendiendo una larga recogida con el propósito de establecer una nueva edición, infinitamente más completa, de la correspondencia de Proust. El resultado es la edición de la Correspondencia de Marcel Proust, editada entre 1971 y 1993 por la editorial francesa Plon bajo la dirección del solo Philip Kolb, y publicada en 21 volúmenes. En total, comprende unas 10.000 páginas, correspondientes a unas 5.000 cartas escritas entre 1880 y 1922. Estima Kolb que el número de cartas recogidas representa una vigésima parte de la correspondencia total. Decidió dedicar un volumen a cada año de la vida de Proust, con excepción de los primeros volúmenes, que abarcan varios años, y del volumen X, que abarca dos años.